# Алеманов, Михаил Илларионович
Михаил Илларионович Алеманов (8 ноября 1856 — 4 декабря 1918) — полковник, участник Русско-турецкой войны 1877—1878, Русско-японской войны, Первой мировой войны и Гражданской войны в России. Командир крупного повстанческого отряда во время восстания на территории Оренбургского края.

## Биография
Из Алемановых станиц Никитинской и Пречистенской Первого (Оренбургского) военного отдела Оренбургского казачьего войска.
На службе с 1 января 1875 года. Участник Русско-турецкой войны 1877—1878. Окончил Оренбургское Казачье Юнкерское Училище по 2 разряду, был произведён со старшинством от 28 января 1884 года в хорунжие.
Сотник (с 26.12.1888 со ст. с 28.01.1888). Подъесаул (с 01.07.1898). Есаул (на 1909). Войсковой старшина (с 1909 в отст.). Полковник (за боевые отличия в борьбе с большевиками — УВП № 93. 23.08.1918 со ст. с 20.06.1918 с оставлением в отст.). В 6 ОКП (1886—1889). Исполняющий должность учителя станицы Пречистенской (на 09.1895). Командирован в Забайкальское казачье войско 21.01.1904.
В составе льготного 2-го Верхнеудинского полка ЗабКВ участвовал в Русско-японской войне. Есаул 4-го ОКП. Уволен в отставку в чине войскового старшины (06.1909).
Командир повстанческого отряда (03.1918). В партизанском отряде есаула Жукова (04.1918). Убит в бою в декабре 1918 года.

«…Душа отряда, редкостный пример бойца-фанатика, верящего свято в правоту своего дела и в его конечный успех… 70-летний богатырь с серебряной бородой по пояс … фигура по своим духовным качествам, как и по внешности, чрезвычайно выдающаяся»— Из персональной характеристики на весну 1918 года

## Награды
- Орден Святого Станислава 3-й степени (27.07.1896).
- Орден Святого Станислава 2-й степени с мечами (1906).
- Орден Святой Анны 3-й степени с мечами и бантом (1915).